# 武術指導
武術指導，或稱動作指導、武術設計、動作導演、動作設計等，是一個技術職位，常見於動作片、武俠片、功夫片、警匪片、黑道片等表演藝術的幕後工作。武術指導負責設計、示範、導演高難度動作場戲，不但負責拍攝現場的動作設計、安排，更負責展現動作的視覺效果。此外，動作指導有權處理與之相關的場景，道具及鏡頭位置等。由於職業具有很高的專業和獨立性質，盛產動作片的香港電影甚至將其專職化，成為特有的電影職業，並可以與導演並駕齊驅，武術指導隨着香港電影輸出各地。香港電影金像獎自1983第2屆開始並設獨有獎項最佳動作指導獎（1996年第5屆改名為最佳動作設計），表彰當年香港電影中最出色的武打師。金馬獎在1992第29屆跟隨設立最佳動作設計。現今著名武術指導，主要來自香港電影人。

## 分類
在電影中負責指導武術和武俠等涉及正宗武術展示的電影工作者，多被稱為武術指導；而在現代功夫片或近代動作片中，則多被稱為動作指導。不過，在香港，武術指導和動作指導並無涇渭分明的劃分。隨着王牌武指的權限越來越大，甚至對動作場面的調度、佈景、選角都有相當的話語權。所以後來表記有了「動作導演」這一職位。

## 历史
武指多來自武術家、龍虎武師等，龍虎武師出自粵劇戲行武打行當，是香港電影特有的行業。他們除了教戲、演戲之外，開始離開梨園參加了電影的武行工作。慢慢的從龍虎武師中催生了一種新的職業武術指導。
香港粵語長片中武打場景便極為多見，《黃飛鴻》系列電影請來了黃飛鴻的再傳弟子劉湛等人指導關德興武打，標榜南派真功夫，為電影界與武術界合作開創了先例。得益於香港新派武俠文學的興盛，武俠電影大行其道，而粵劇武術也進入片場，填補了動作指導這一空缺。在香港電影的早期，戲曲和電影是不分家的。南拳中的武術滋養粵劇，而粵劇中的武術滋養了電影。因為武術編排需團隊參與，粵劇武術也紛紛轉投電影行當，開啟了幕後製作的生涯。

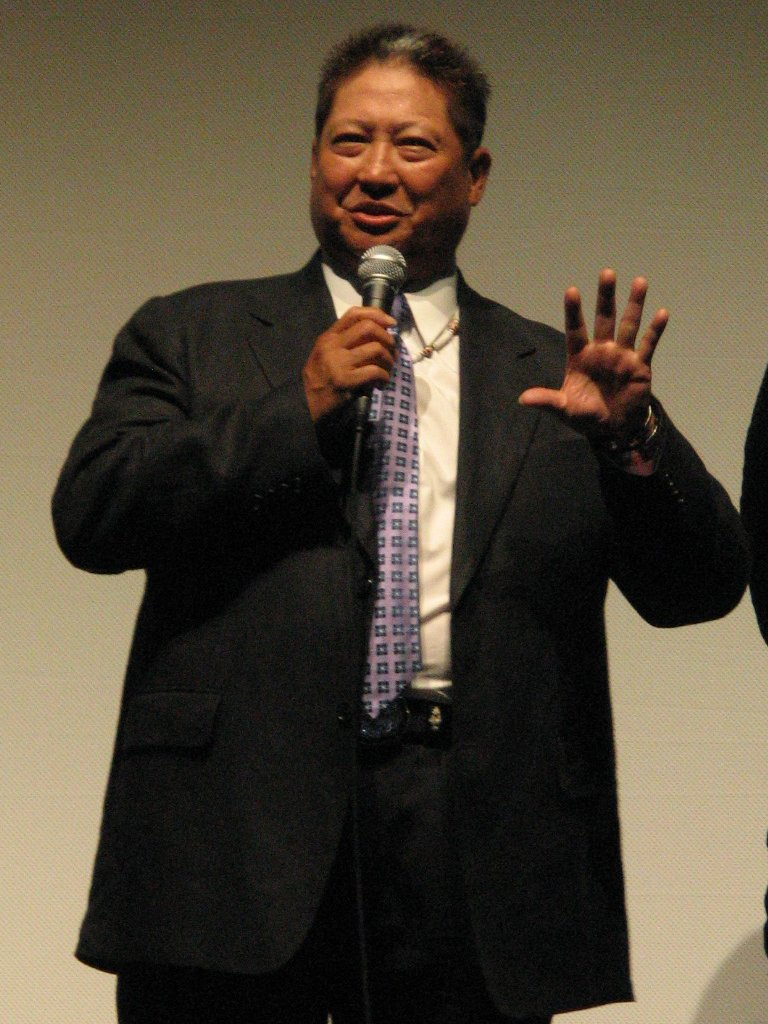
七小福之一，著名武術指導洪金寶

香港武打電影中的武術指導大都修習南派武術，設計的動作招式也以南派為主，其中詠春拳的拳法套路被運用在多部武打電影中。後來當時是京劇武丑的袁小田（袁和平之父）應粵劇紅伶薛覺先之邀赴港，在粵劇中負責北派武打場面指導（廣東大戲「打北派」的延伸，廣東人將粵劇的傳統打法稱「南派」，而「北派」則由京劇引進過來。）。1947年韓英傑受陳錦棠之邀，來港在其粵劇戲班「錦添花」當北派藝員，袁小田也在該班擔當過武師。他是北派武術指導的代表人物，與袁小田同為香港最資深的武指。「南派」武功的基礎是拳術，其次是棍、刀、槍等。「南派」的特點是硬橋硬馬，出手有力、有氣勢、穩重和沈著。「北派」動作快捷、瀟灑、開揚，打起來和「南派」各有千秋。
1938年的《方世玉打擂台》是第一部有「武術指導」職位的電影，但那時的武術指導全是兼職，直到1956年，袁和平的父親袁小田參與《梁紅玉擊鼓退金兵》，才正式獲得了武術指導的職銜稱謂，成為全職人員。 袁小田加上同樣京劇出生的于占元等人進入影壇發展，北派武打動作自此大大影響香港功夫電影，袁小田亦成了香港第一個正式的武術指導。1960年，王天林拍攝《鐵臂金剛》，邀請袁小田專職負責電影中的動作場面，並接納袁小田的建議，確立了「武術指導」一職。70年代，武術指導地位愈來愈重要，逐漸成為電影動作革新的主要力量。

## 风格
武術指導風格主要有寫實和寫意兩種，劉家良的寫實武打風格，是香港武打片一股不可忽視的動力。劉家良作為武術指導為功夫片引入硬橋硬馬，忠實呈現不同武學原貌精粹的風格，對香港電影影響甚深。1981年上映的《武館》運用作為專業武師的真功夫，透過武術指導令電影中的功夫武術更寫實，為功夫電影立下了新指標，不少電影深受該風格影響。劉家良是第一位由武術指導升任導演的電影人，及後洪金寶的動作風格，據說受劉影響不少。而徐克電影中有許多是由兼做動作指導的程小東執導，程小東的動作設計風格以舞蹈化的武術技擊場面著稱，這種風格改變了硬橋硬馬的打鬥場面，常有出人意料的想像和驚異之美。隨着電影內容和形式的發展，武術也不再局限在傳統的題材中，衍生出的「動作片」逐漸成為主流。與有板有眼的清晰招法相比，動作片的表演加入了更多的現代元素，例如追車、撞車、飛車、爆炸、極限運動等等。「武術指導」的名稱也改為了「動作指導」或「動作設計」。
此外，武術指導衍生「家班」出現，「家班」一詞也是承自梨園名稱，多指某武術指導的班底，當某一武指有了地位和影響之後，便自組家班，如洪金寶的洪家班，袁和平的袁家班，成龍的成家班等。他們形成各自不同的風格，為香港電影的武指範聯作出卓越的貢獻。不過，後來的「家班」其意思更為廣泛，泛指一個工作團隊或創作班底，如周星馳的周家班等，而非單純指武指班底。
龍虎武師如劉家班七小福、李連杰。在電影中，或許發展為導演如劉家良等。香港電影憑藉龍虎武師打進世界，不少武術指導亦出走香港本土，在內地和荷里活大放光芒。香港的武術指導、吳宇森的動作場面，通通被荷里活取用。

## 晉升
武指的晉升體制，他們最早是從龍虎武師或者替身等特技演員做起，待通過片場的磨練，學習劇本、剪接、攝影多方面去考慮動作場面的設計工作，「滿師」之後（即可獨當一面勝任動作設計），才有資格轉做副武術指導。隨着他們自身影響力與號召力的進一步擴大後，可以獨當一面成為武術指導，待組建了自己的武指班底，而他們便順理成章地變成了班底「總指揮」，負責控制和調度旗下執行武指，替身演員和龍虎武師，相互協助，相互配合幫整部電影完成動作場面，最終躋身武指的金字塔尖，甚至不少成為導演，亦有一些成功轉型作動作明星。

## 武術指導
- 袁和平
- 袁信義
- 袁振洋
- 林正英（已故）
- 甄子丹
- 程小東
- 成龍
- 洪金寶
- 劉家良（已故）
- 董瑋
- 元奎（已故）
- 元彬
- 元彪
- 元華
- 唐季禮
- 潘健君
- 郭追
- 嚴瑞元
- 楊菁菁（香港首位女性武術指導）
- 徐小明
- 李小龍（已故）
- 李連杰
- 李紹朋
- 林迪安
- 楊志龍
- 任建凱
- 李忠志
- 梁小熊
- 袁祥仁
- 錢嘉樂
- 何傲俊
- 黃偉亮
- 李藝民
- 江道海
- 羅禮賢
- 曹榮
- 張晉
- 布拉德利·艾倫（英语：Brad Allan）（已故）